# Georg Heinrich von Bernstein
Georg Heinrich von Bernstein († 8. Juni 1670 in Magdeburg) war Domdechant zu Magdeburg und Domherr zu Naumburg. Außerdem war er Rittergutsbesitzer in Großhelmsdorf in Sachsen-Weißenfels.

## Leben
Georg Heinrich von Bernstein stammt aus dem obersächsisch-meißnischen Adelsgeschlecht Bern- oder Bärenstein. Sein Vater war Siegfried von Bernstein, der beim Tod im Jahre 1632 seinen fünf Söhnen die zwei verschuldeten Rittergüter Großhelmsdorf und Kertschütz hinterlassen hatte, wovon das Rittergut Großhelmsdorf im Amt Weißenfels im Kurfürstentums Sachsen lag. Nach kurzer Zeit einigte sich Georg Heinrich von Bernstein mit seinen Brüdern, den väterlichen Besitz aufzuteilen. So bekam er einen Anteil am Rittergut Großhelmsdorf, den er bis zu seinem Tod 1670 behielt, obwohl er längst in der Hauptstadt des Herzogtums Magdeburg lebte, wo er 1638 Domherr und 1652 zum Domdechanten gewählt worden war, nachdem er bereits zuvor Domherr in Naumburg geworden war. Zwischen 1637 und 1647 war er Besitzer der Domherrenkurie Domstraße 3 in Magdeburg.
1645 war er an der Kirchenvisitation im Saalkreis beteiligt. Er starb am 8. Juni 1670 um Mitternacht.
Georg Heinrich von Bernstein war verheiratet mit Maria Sophia geb. von Bennigsen, die ihn überlebte. Sie war die Tochter von Erasmus von Bennigsen. Aus der Ehe gingen keine gemeinsamen Kinder hervor, so dass sein Anteil am Rittergut Großhelmsdorf zurück an seine ihn überlebenden Bruder fiel.

## Wirken
Aus seiner dienstlichen Tätigkeit als Domdechant in Magdeburg sind im Landesarchiv Sachsen-Anhalt zahlreiche Urkunden und Akten überliefert.

## Erinnerungsstätten
Im Dom zu Magdeburg befand sich eine Metallplatte mit dem Wappen des Georg Heinrich von Bernstein.